# Tomasz Nagórka
Tomasz Nagórka (ur. 3 października 1967 w Łodzi) – polski lekkoatleta, płotkarz. Obecnie zajmuje się przygotowywaniem atletycznym zawodników różnych dyscyplin, od sezonu 2014/2015 był trenerem przygotowania fizycznego zawodniczek klubu Budowlani Łódź. Od lipca 2019 roku współpracuje z siatkarkami ŁKS-u Commercecon Łódź.

## Osiągnięcia
Zawodnik AZS Łódź, Legii Warszawa, AZS-AWF Katowice, Radomiak-dami, AZS-MKS Łódź. Na przełomie lat 80. i 90. należał do najlepszych płotkarzy Europy. Halowy wicemistrz Europy w biegu na 60 m przez płotki (Genua 1992 - 7,69 s.). Czwarty zawodnik ME w Splicie w biegu na 110 m przez płotki. Zwycięzca Pucharu Europy grupy B (1989 - 13,41 s.). 
Mistrz Polski w biegu na 110 m przez płotki (1990) i trzykrotny halowy mistrz Polski na 60 m przez płotki (1989, 1990, 1992). Wielokrotny rekordzista Polski. Zdobywca Złotych Kolców (1989) - nagrody dla najlepszego polskiego lekkoatlety sezonu.

## Rekordy życiowe
- bieg na 60 metrów przez płotki – 7,54 s. (1992) 3. wynik w polskich tabelach historycznych[2]
- bieg na 110 metrów przez płotki – 13,35 s. (15 lipca 1990, Piła) – 5. wynik w historii polskiej lekkoatletyki[3]